# Belleek

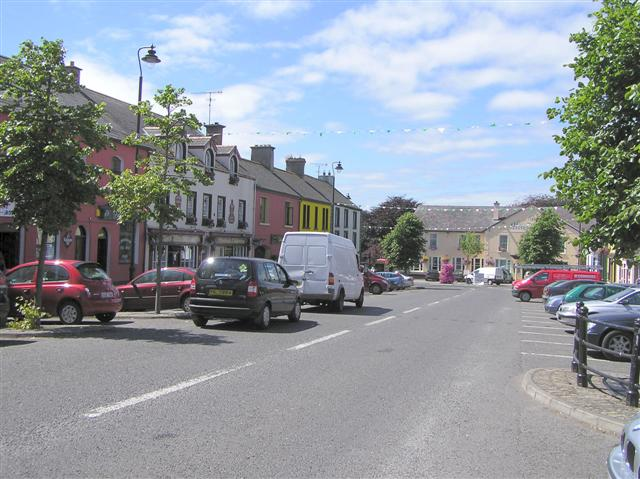
El centro de Belleek.

Belleek (gaélico irlandés: Béal Liche) es un pueblo norirlandés situada en el Condado de Fermanagh en el oeste de la provincia. Es la localidad más al oeste de Irlanda del Norte, y desde 1930, del Reino Unido. Su población es 863 según el censo de 2001. 
Belleek es la última localidad norirlandesa al lado del río Erne antes de su retorno a Irlanda. La temperatura más alta de Irlanda del Norte, 30,8 °C, fue registrado cerca de Belleek el 30 de junio de 1976. La Empresa Cerámica de Belleek tiene 150 empleados y su museo recibe 150.000 visitantes al año.
Debido a su ubicación, Belleek fue uno de los lugares señalados durante el Conflicto de Irlanda del Norte. Quince personas fueron asesinadas entre 1972 y 1992 en Belleek y alrededores.